# Liste der größten Unternehmen in Indonesien
Die Liste der größten Unternehmen in Indonesien enthält die vom Forbes Magazine in der Liste Forbes Global 2000 veröffentlichten größten börsennotierten Unternehmen in Indonesien.
Die Rangfolge der jährlich erscheinenden Liste der 2000 größten börsennotierten Unternehmen der Welt errechnet sich aus einer Kombination von Umsatz, Nettogewinn, Aktiva und Marktwert. Dabei wurden die Platzierungen der Unternehmen in den gleich gewichteten Kategorien zu einem Rang zusammengezählt. In der Tabelle aufgeführt sind auch der Hauptsitz, die Branche und die Zahl der Mitarbeiter. Die Zahlen sind in Milliarden US-Dollar angegeben und beziehen sich auf das Geschäftsjahr 2016, für den Marktwert auf den Börsenkurs vom  Februar 2017.

## Größte börsennotierte Unternehmen
| Rang | Forbes 2000 | Name                  | Hauptsitz | Umsatz (Mrd. $) | Gewinn (Mrd. $) | Aktiva (Mrd. $) | Marktwert (Mrd. $) | Mitarbeiter | Branche           |
| ---- | ----------- | --------------------- | --------- | --------------- | --------------- | --------------- | ------------------ | ----------- | ----------------- |
| 1.   | 386.        | Bank Rakyat Indonesia | Jakarta   | 8,3             | 2,0             | 74,5            | 24,2               |             | Banken            |
| 2.   | 494.        | Bank Mandiri          | Jakarta   | 7,5             | 1,0             | 77,1            | 21,4               |             | Banken            |
| 3.   | 564.        | Bank Central Asia     | Jakarta   | 4,8             | 1,5             | 50,2            | 32,1               |             | Banken            |
| 4.   | 653.        | Telkom Indonesia      | Bandung   | 8,7             | 1,5             | 13,3            | 30,4               |             | Telekommunikation |
| 5.   | 924.        | Bank Negara Indonesia | Jakarta   | 4,4             | 0,85            | 44,8            | 9,1                |             | Banken            |
| 6.   | 1373.       | Gudang Garam          | Kediri    | 5,7             | 0,50            | 4,7             | 9,9                | 12.500      | Konsumgüter       |